# Gratiola fluviatilis
Gratiola fluviatilis är en grobladsväxtart som beskrevs av Gen-Iti Koidzumi. Gratiola fluviatilis ingår i släktet jordgallor, och familjen grobladsväxter. Inga underarter finns listade i Catalogue of Life.